# Городецький пряник
Городецький пряник — регіональний різновид російського друкованого пряника, випікався у місті Городці та навколишніх селищах.
Відомий принаймні з другої половини XVIII століття. У XVIII—XIX століттях Городець був найбільшим пряниковим центром Нижегородської губернії. Солодкий промисел вели, здебільшого місцеві старообрядці (Бахарєви, Лемехови, Бєляєви та інших.).
Городецькі пряники були різних розмірів, часто вельми значні: В. І. Даль вказує, що до пуда вагою. Городецькі пряничники торгували ними на Нижегородському ярмарку.
Городець був також центром різьблення по дереву, тут виготовляли так звані «Пряничні дошки» для пряників — і постачали їх в інші міста, де існувало виробництво друкованих пряників.
Виробництво пряників під брендом «Городецький пряник», що згасло після Революції, нині ведеться знову (ТОВ «Городецький пряник»). 26 липня 2008 року в Городці відкрився музей пряника (вул. Леніна, 2).
Сучасний городецький пряник, на відміну від тульського, глазурується як зверху, і знизу.